# ماک (هسته)
ماک (به انگلیسی: Mach) نام یک هستهٔ سیستم‌عامل با معماری ریزهسته است که در اصل به عنوان یک پروژهٔ تحقیقاتی در دانشگاه کارنگی ملون گسترش یافته و تا سال ۱۹۹۴ میلادی دنبال می‌شد و پس از آن نیز گروه‌های دیگری روی آن کار کرده‌اند. شاخه‌ای از این هسته که توسط اَپل گسترش یافته است در سیستم‌عامل مک اواس اکس استفاده شده. ماک هسته‌ای بسیار کوچک است که تنها ویژگی‌های ابتدایی را فراهم می‌کند و بخش بزرگی از کارهای جانبی مانند کنترل حافظهٔ مجازی بر عهدهٔ برنامه‌های هسته‌ای دیگر سیستم‌عامل خواهد بود.
وجود ساختار ریزهسته‌ای در ماک اجازه می‌دهد وظایف هسته از طریق برنامه‌های مختلف و در فضای کاربر اجرا شوند، اما این امر سبب کاهش سرعت سیستم‌عامل خواهد شد که خود موجب مطرح‌شدن ایدهٔ هسته‌های ترکیبی می‌شود.